# Saccogyna viticulosa
Saccogyna viticulosa là một loài rêu tản trong họ Geocalycaceae. Loài này được (L.) Dumort. miêu tả khoa học lần đầu tiên năm 1831.